# Berthold Wilhelm Gerhard Römer
Berthold Wilhelm Gerhard Römer (* 7. März 1836 in Oldenburg; † 30. Juli 1905 ebenda) war ein deutscher Archivar. Von 1871 bis 1888 war er Vorstand des „Haus- und Zentralarchivs“ des Großherzogtums Oldenburg (heutige Bezeichnung: Niedersächsisches Landesarchiv (Standort Oldenburg)).

## Leben
Römers Vater war der Oldenburger Politiker Friedrich Wilhelm Anton Römer. Seine Mutter war Katharina von Buschmann (12. April 1810 – 4. September 1884), eine Tochter des aus Oldenburg stammenden russischen Staatsrats Gerhard Friedrich von Buschmann (1780–1856). Er hatte eine Schwester Johanne Gerhardine (1832–1887). Römer absolvierte im Jahr 1859 seine Zwischenprüfung und schloss im Jahr 1865 sein Studium ab. Im Jahr 1864 war er Auditor im Amt Westerstede. Er wurde im Folgejahr dem Regierungssekretariat in Oldenburg zugeordnet. Im Jahr 1871 nahm er die Geschäfte als Archivar beim „Haus- und Zentralarchiv“ neben anderen Funktionen wahr, wovon er 1888 entbunden wurde. Er wurde 1874 zum Ministerialrat ernannt. 1876 war er Vorstand der Hof- und Privatkanzlei, ab dem Folgejahr Referent beim Staatsministerium. Im Jahr 1895 wurde er zum geheimen Staatsrat beim Staatsministerium ernannt. Im Dezember 1900 ging er in den Ruhestand.
Römer war seit 1885 korrespondierendes Mitglied beim Verein für Mecklenburgische Geschichte und Altertumskunde.

### Auszeichnungen
- 1869/70 St.-Stanislaus-Orden III. Klasse[1]
- 1877 St.-Annen-Orden III. Klasse[1]
- 1879 Kronen-Orden III. Klasse und Albrechts-Orden, Ritter I. Klasse[1]
- 1885 Löwenorden[1]
- 1889 Ritterkreuz II. Klasse[1]
- 1891 Ehren-Ritterkreuz I. Klasse[1]
- 1894 Kapitular-Ritter[1]
- 1897 Ehren-Komturkreuz[1]
- 1899 Kapitular-Komtur[1]
- 1904 Ehren-Großkreuz[1]